# Gewerberegisterauskunft
Durch eine Gewerberegisterauskunft können in Deutschland öffentliche und nicht-öffentliche Stellen Auskunft über die im Gewerberegister verzeichneten Daten bekommen.

## Gesetzliche Grundlage
Die rechtliche Grundlage für eine Gewerberegisterauskunft ist § 14 Gewerbeordnung (GewO). Die zuständige Behörde ist das Gewerbe- bzw. Ordnungsamt der Gemeinde. Jedoch ist das Gewerberegister kein öffentliches Register wie z. B. das Handels-, Genossenschafts- oder Vereinsregister, so dass kein Rechtsanspruch Dritter auf Mitteilung der Daten besteht.
Eine Gewerberegisterauskunft ist kostenpflichtig. Die Gebühren liegen je nach Gemeinde und Auskunftsart zwischen ca. 5–13 € (Schwerin, Stand 2007) und 25–40 € (Köln). Die durchschnittliche Verwaltungsgebühr für einfache Gewerberegisterauskünfte, Handelsregisterauskünfte und Vereinsregisterauskünfte betrug 2008 10 €.

## Einfache und erweiterte Gewerbeauskunft
Eine einfache Auskunft zu Namen, der Betriebsanschrift und der angezeigten Tätigkeit des jeweiligen Gewerbes erteilt die zuständige Behörde auf persönliche oder schriftliche Anfrage.
Das Gewerberegister darf nicht mit dem Gewerberegistrat verwechselt werden, welches eine Abofalle darstellt.
Für die Mitteilung weiterer Daten aus dem Gewerberegister ist nach § 14 GewO der Nachweis eines rechtlichen Interesses notwendig. Eine erweiterte Gewerberegisterauskunft kann zu folgenden Angaben, soweit verzeichnet, erfolgen:
- Handelsregistereintrag
- Rechtsform
- An- und Abmeldedatum
- Niederlassung(en)
- Name, Privatanschrift, Geburtsdatum des/der Geschäftsführer
- Frühere Betriebsanschrift, Geschäftsführer, Rechtsform, Firma (Unternehmensname) und weitere.

## Elektronische Gewerbeauskunft
Alternativ zu einer schriftlichen Anfrage bei dem jeweils zuständigen Gewerbe- bzw. Ordnungsamt gibt es die Möglichkeit, Gewerberegisterauskünfte auf elektronischem Weg einzuholen (ähnlich den Melderegisterauskünften). Das Zweite Mittelstandsentlastungsgesetz hat 2007 hierzu in § 14 GewO die entsprechende Rechtsgrundlage geschaffen. So können die Grunddaten Name, Anschrift und Tätigkeit eines Unternehmens von den Kommunen öffentlich zur Verfügung gestellt werden, ohne dass hierfür ein spezielles Interesse an der Kenntnis dieser Daten erforderlich wäre. Für weitergehende Daten aus dem Gewerberegister ist aber nach wie vor ein rechtliches Interesse notwendig.
Berlin hat mit dem Service eAuskunft als erste Stadt Deutschlands eine Online-Gewerberegisterauskunft im Internet zur Verfügung gestellt. Hier kann kostenfrei nach den Grunddaten der Berliner Unternehmen ohne vorherige Registrierung recherchiert werden. Statt bislang im Durchschnitt neun Tage auf eine schriftliche Gewerbeauskunft zu warten, erhalten Nutzer über die eAuskunft die Daten nach zwei Minuten.
Insbesondere bei Unsicherheiten über die Zuständigkeit und Verfahrensweisen einer Behörde kann man sich einerseits an einen für Registerauskünfte dieser Art spezialisierten privaten Dienstleister wenden.
Andererseits werden in einigen Bundesländern inzwischen elektronische Gewerberegister (eGWR) entwickelt bzw. umgesetzt, die unter anderem auch einen Zugang zu landesweiten Gewerberegisterauskünften anbieten, so zum Beispiel die Länder Sachsen und Baden-Württemberg.